# Peter Szapu
Peter Szapu je slovenský hráč na bicí nástroje, známý jako člen skupin Fermáta a Collegium Musicum. V současnosti působí jako studiový hráč pro interprety různých žánrů. Jako hudebník se živil v Norsku, Německu, USA i v ostatních státech Skandinávie.

## Koncerty s jinými hudebníky
- Peter Lipa & skupina Hey (turné v bývalé Jugoslávii – rok 1978)
- Vadim Bušovský, Caroline Hitland, Dušan Hlaváček (turné – bývalý Sovětský svaz – v letech 1985–1985)
- Erich Boboš Procházka, Vlado Valovič (1986)
- Adriana Bartošová, Henry Tóth nebo Marián Greksa

## Spolupráce se skupinami
- Collegium Musicum, Fermáta, Hej (účinkoval tu Peter Lipa),
- Pavol Hammel & Prúdy, Modus (poslední sestava do roku 1989),
- Krokoband, The Brothers Band, Aftertee session s Stanislavom Počajim, Boky Citom   a mnoho dalších formací.

Působil také v orchestru VV System (v roce 1986, později Orchestr Gustava Broma / Gustav Brom).